# Deon Maas
Deon Maas es un cineasta, escritor y periodista sudafricano. Es conocido por dirigir documentales aclamados por la crítica como Punk in Africa, Jam Sandwich y Dis Rugby!.

## Biografía
Maas nació y creció en Durban, Sudáfrica. Reside en Berlín con su esposa.

## Carrera profesional
Comenzó su carrera en marketing en First National Bank. Después de un breve período en el banco, se convirtió en periodista en distintos periódicos y fue el editor de la revista "Juventud". A principios de la década de 1980, desarrolló un interés por la música.  Después de eso, Maas comenzó a trabajar para compañías discográficas y continuó trabajando como presentador del programa de entrevistas "Saturday Night" transmitido por kykNET.
Como autor, escribió el libro Witboy in Africa. En 2008, escribió la serie de televisión Dis Rugby! y el documental Durban Poison. Posteriormente, dirigió la serie Jam Sandwich, el reality show del mismo nombre y fue director de Gallo Records.
En 2012, codirigió el documental musical Punk in Africa con Keith Jones. La película recibió críticas mixtas y se proyectó en festivales de cine como el Festival Internacional de Cine de Róterdam.

## Filmografía
| Año  | Película                      | Rol                           | Tipo                |
| ---- | ----------------------------- | ----------------------------- | ------------------- |
| 2008 | Dis Rugby!                    | Escritor                      | Serie de televisión |
| 2008 | Durban Poison                 | Escritor                      | Documental          |
| 2008 | Jam Sandwich                  | Director, productor ejecutivo | Serie de televisión |
| 2010 | Gulder Ultimate Search        | Escritor                      | Serie de televisión |
| 2012 | Punk in Africa                | Director, escritor            | Documental          |
| 2013 | Die Ballade van Robbie de Wee | DJ Witboy                     | Película            |
| 2016 | Jam Sandwich                  | Productor                     | Serie de televisión |